# Lilltjärnen (Edefors socken, Norrbotten, 737461-173193)
Lilltjärnen är en sjö i Bodens kommun i Norrbotten och ingår i Luleälvens huvudavrinningsområde.